# Hôtel de Brienne
Pour les articles homonymes, voir Brienne.
L'hôtel de Brienne est un hôtel particulier construit au XVIIIe siècle. Situé au no 14 de la rue Saint-Dominique dans le 7e arrondissement à Paris, il abrite les bureaux du ministre des Armées, tandis que les infrastructures du ministère des Armées à proprement parler se trouvent désormais réunies sur le site de Balard.

## Histoire

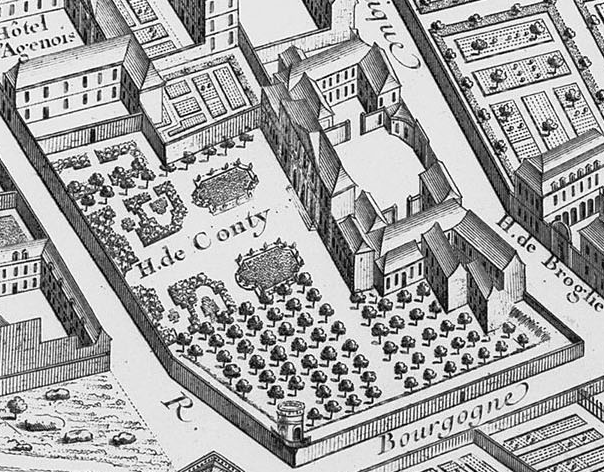
L'hôtel de Conti, plan de Turgot, v. 1737.

En 1724, François Duret, président au Grand Conseil et important spéculateur dans le quartier du faubourg Saint-Germain, achète un terrain situé entre les actuelles rue Saint-Dominique et rue de l'Université, pour le compte de la marquise de Prie, maîtresse du duc de Bourbon, qui souhaite y faire construire une grande demeure. Après la disgrâce du duc survenue en 1726, la marquise renonce à s'installer dans l'hôtel en construction.
Le bien est alors vendu à Françoise de Mailly, veuve du marquis de La Vrillière, qui le cède à son tour en 1733, à Louise Élisabeth de Bourbon, princesse de Conti, qui y fait exécuter d'importantes transformations de décoration sous la direction de l'architecte Simonnet. La demeure prend alors le nom d'hôtel de Conti. Peu avant sa mort, en 1775, la princesse de Conti fait don de l'hôtel à son petit-fils, Louis-François-Joseph de Bourbon, comte de La Marche. Ce dernier le cède dès l'année suivante à Louis-Marie-Athanase de Loménie, comte de Brienne, qui est nommé secrétaire d'État de la guerre en 1787. L'édifice prend alors le nom d'hôtel de Brienne, qu'il conserve encore de nos jours, et abrite pour la première fois de son histoire un ministre de la guerre. 
Au lendemain de la mort du comte de Brienne, guillotiné en mai 1794, l'hôtel est confisqué par l'administration révolutionnaire, qui y installe la Commission du commerce et de l'approvisionnement. Restitué à la comtesse de Brienne en 1795, l'hôtel est vendu dès 1798 à l'épouse de François Séguy, entrepreneur général des subsistances militaires, qui y fait exécuter de nombreux travaux de réfection sous la direction de l'architecte Lavoyepierre.
Victime de difficultés financières, le couple Séguy doit rapidement se séparer de sa nouvelle acquisition. En 1800, l'hôtel est adjugé par le tribunal civil de première instance du département de la Seine à Joseph Lanfrey, employé du bureau des subsistances militaires, qui le loue à Lucien Bonaparte, le frère de Napoléon, qui était alors ministre de l'intérieur. Dès 1802, Lucien Bonaparte en fait l'acquisition, puis réorganise l'intérieur de l'édifice et la disposition du mobilier, avant de le revendre en 1805 à sa mère, Maria Letizia Ramolino. L'édifice devient alors « le palais de Madame, mère de l'Empereur ».

## Hébergement du ministère de la Défense
Racheté à Madame Mère par l'État en 1817, l'hôtel de Brienne devient, à partir de cette date, la demeure habituelle du ministre de la guerre, puis du ministre de la Défense. À ce titre, l'édifice a été le témoin de grands événements politiques.
C'est en ce lieu que Georges Clemenceau organisa la victoire en 1917. Son bureau, qui avait disparu, y a été reconstitué à l'identique en novembre 2014, à l'initiative de Jean-Yves Le Drian. C'est aussi là que siégea le général de Gaulle, d'abord comme secrétaire d'État à la guerre en juin 1940, puis comme chef du gouvernement provisoire du 25 août 1944 au 26 janvier 1946. Son bureau a été conservé en l'état depuis cette époque.
L'hôtel de Brienne fait l'objet d'un classement au titre des monuments historiques depuis le 21 janvier 1993.

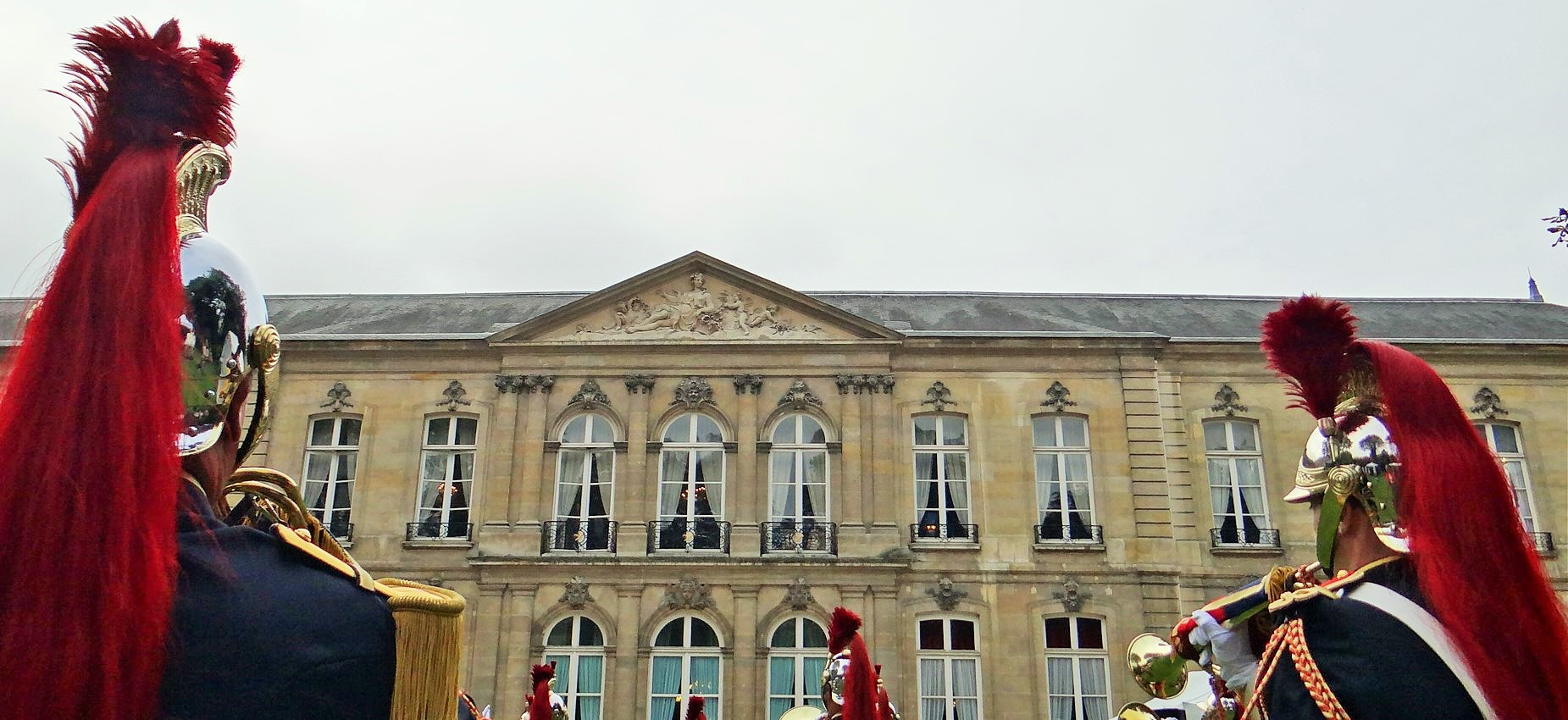
Façade, côté jardin
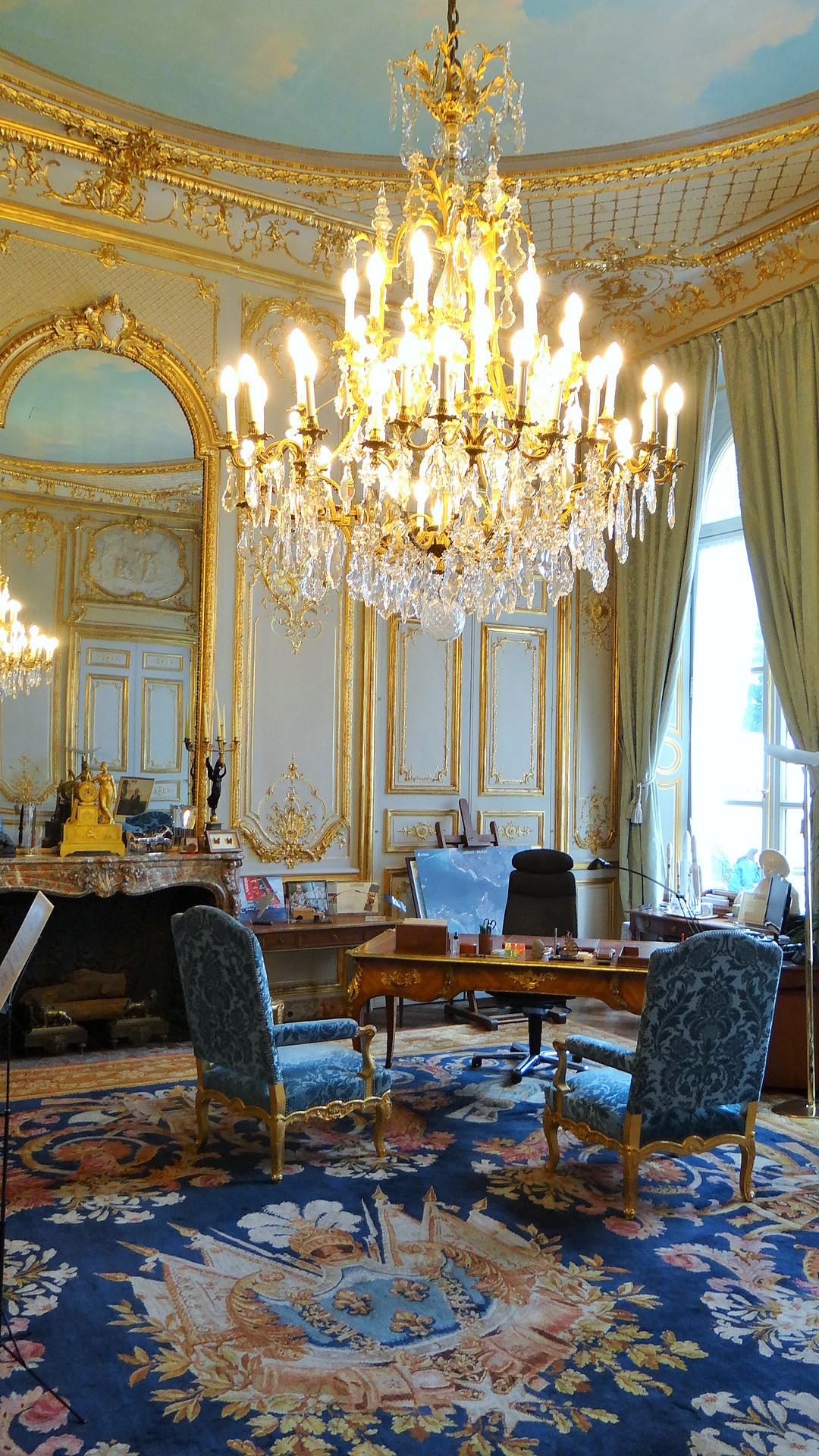
Bureau du Ministre
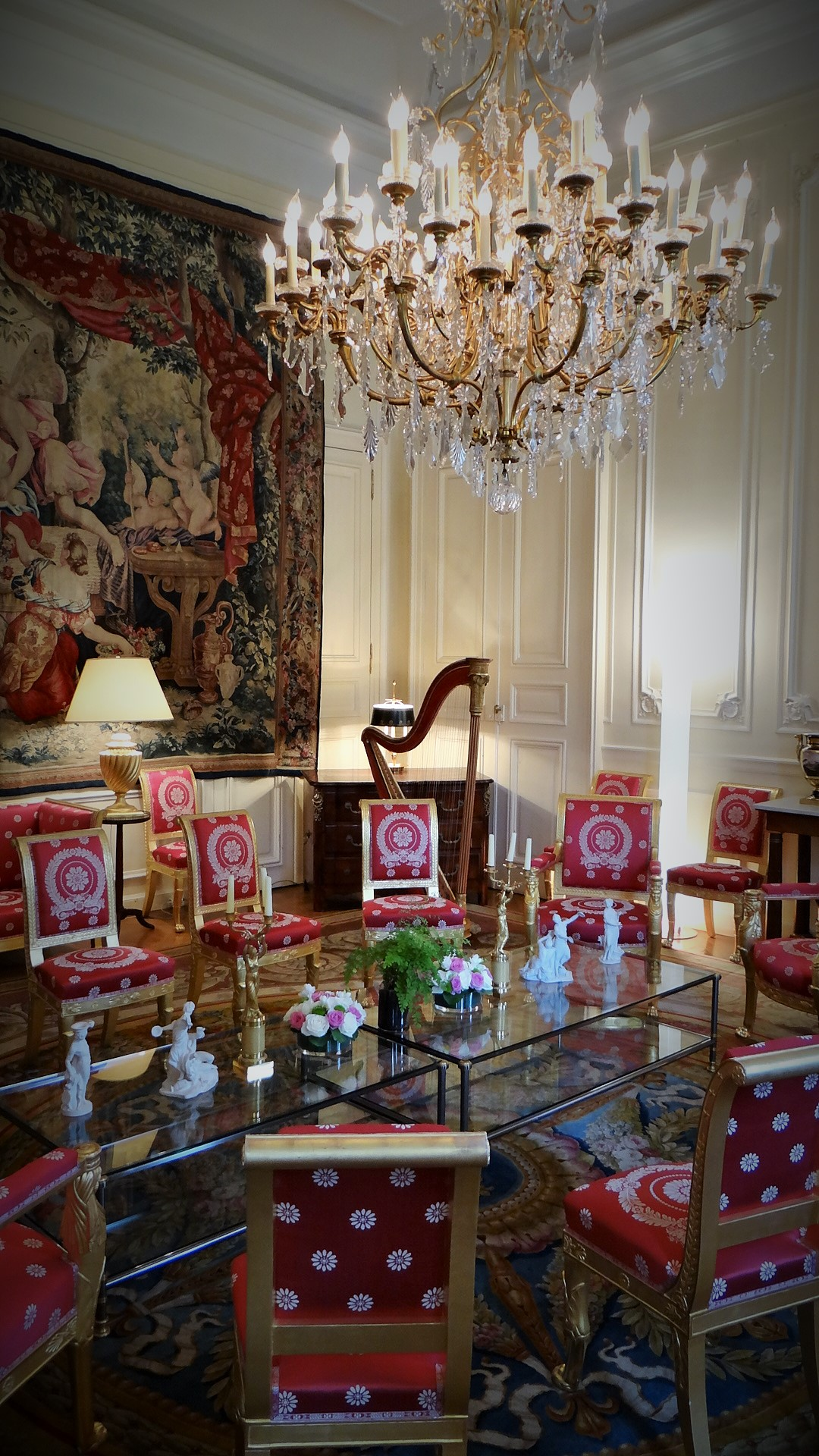
Salon de musique
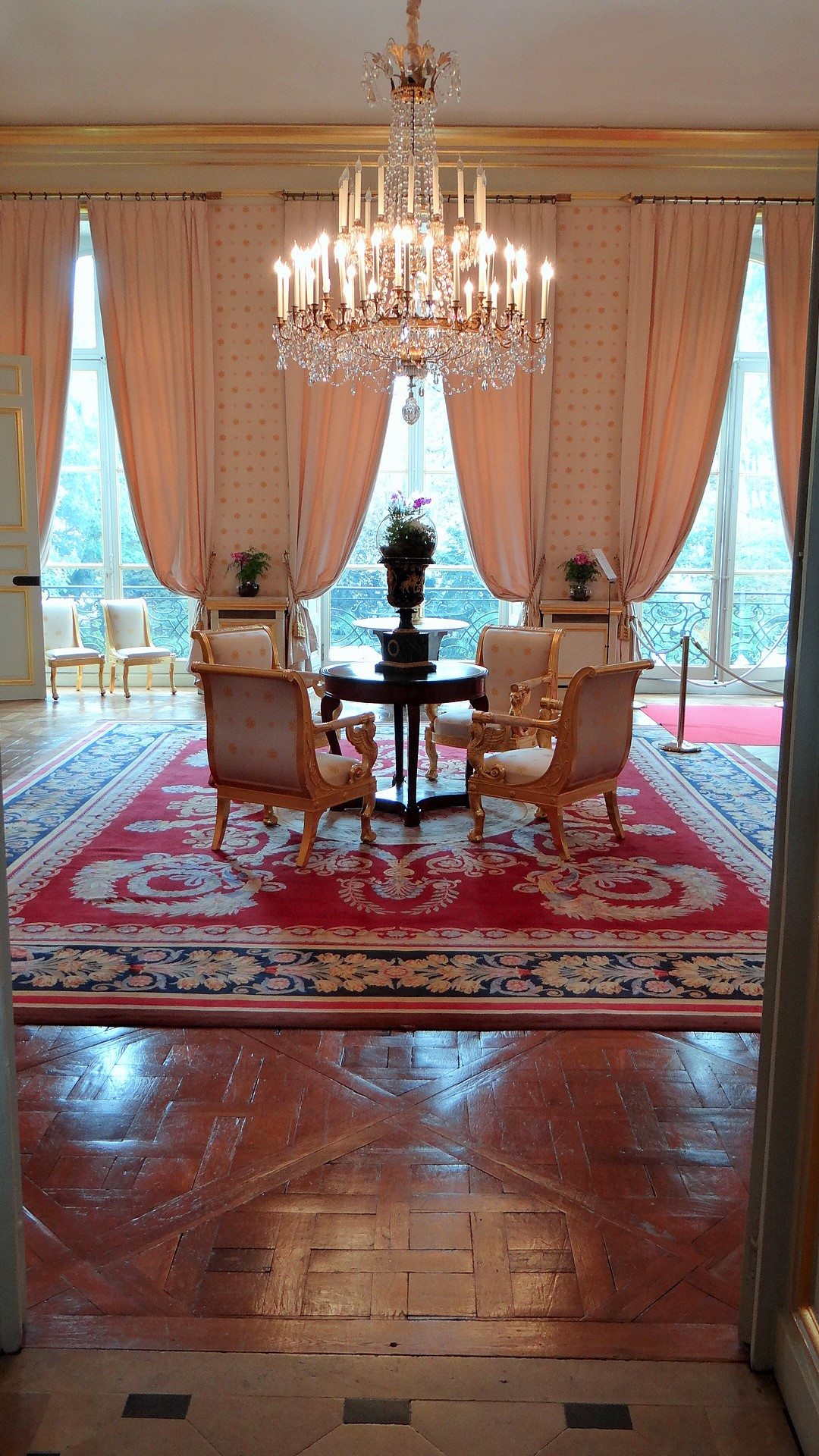
Salon du billard
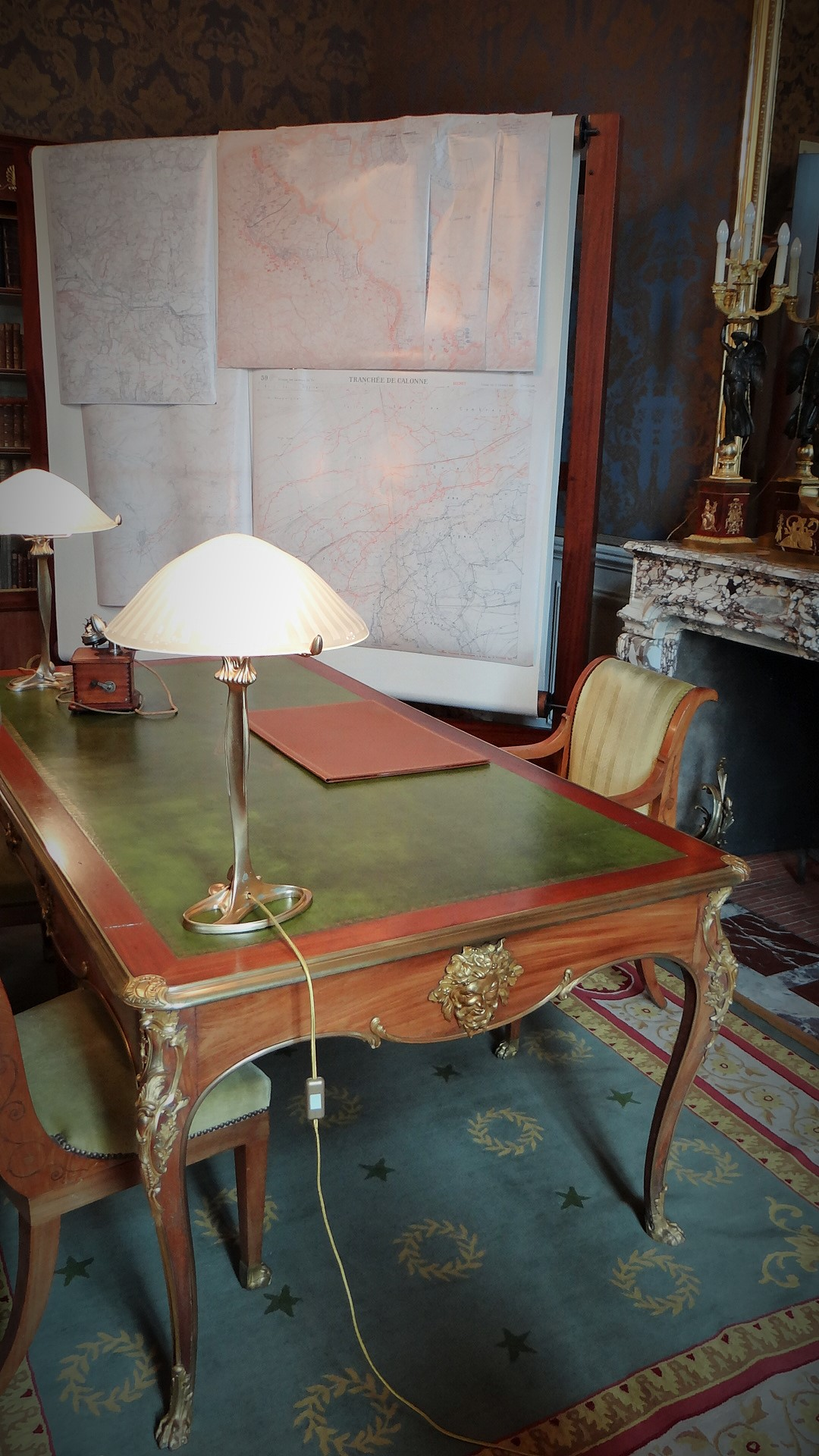
Bureau de Clemenceau
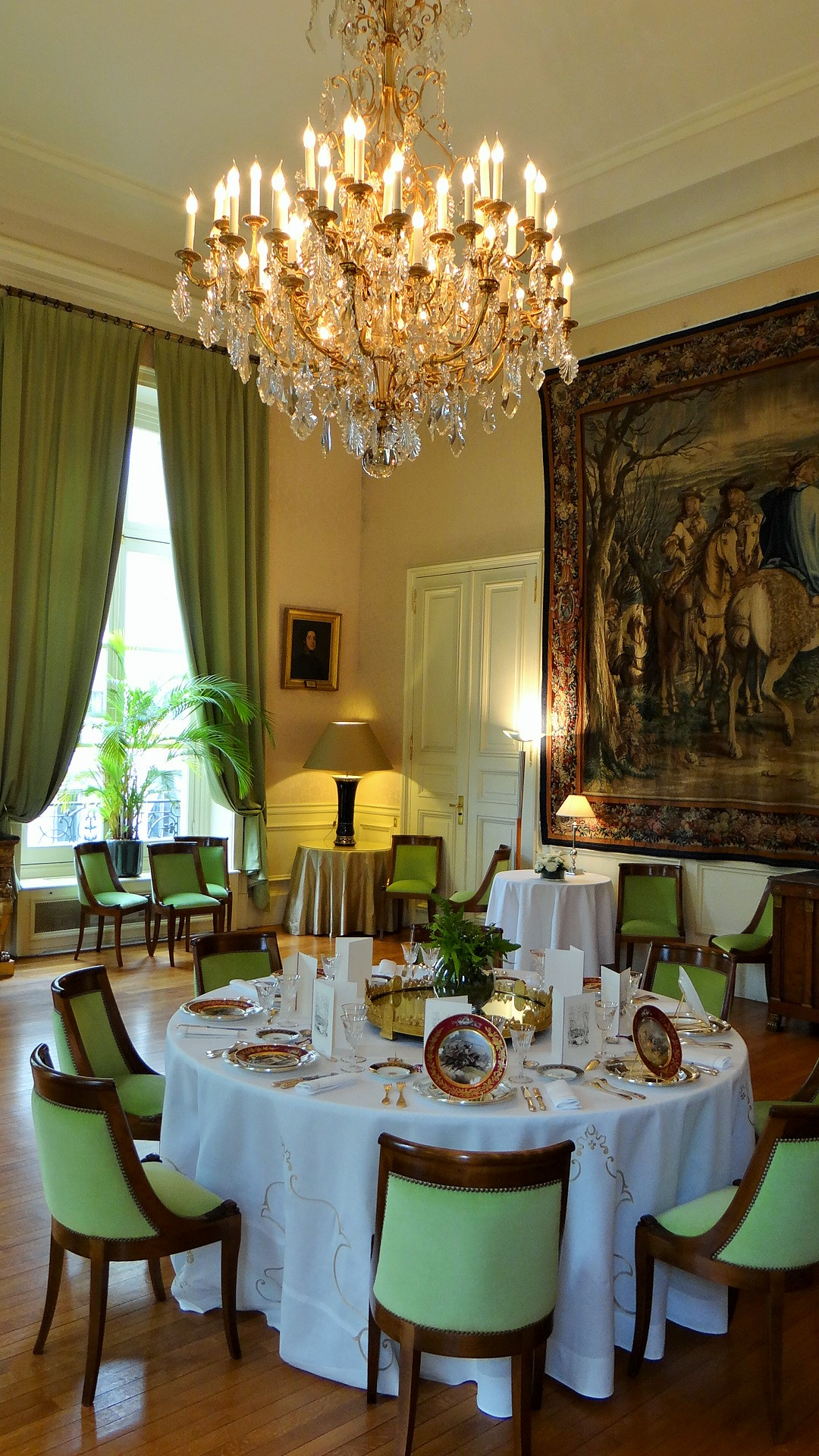
Salle à manger
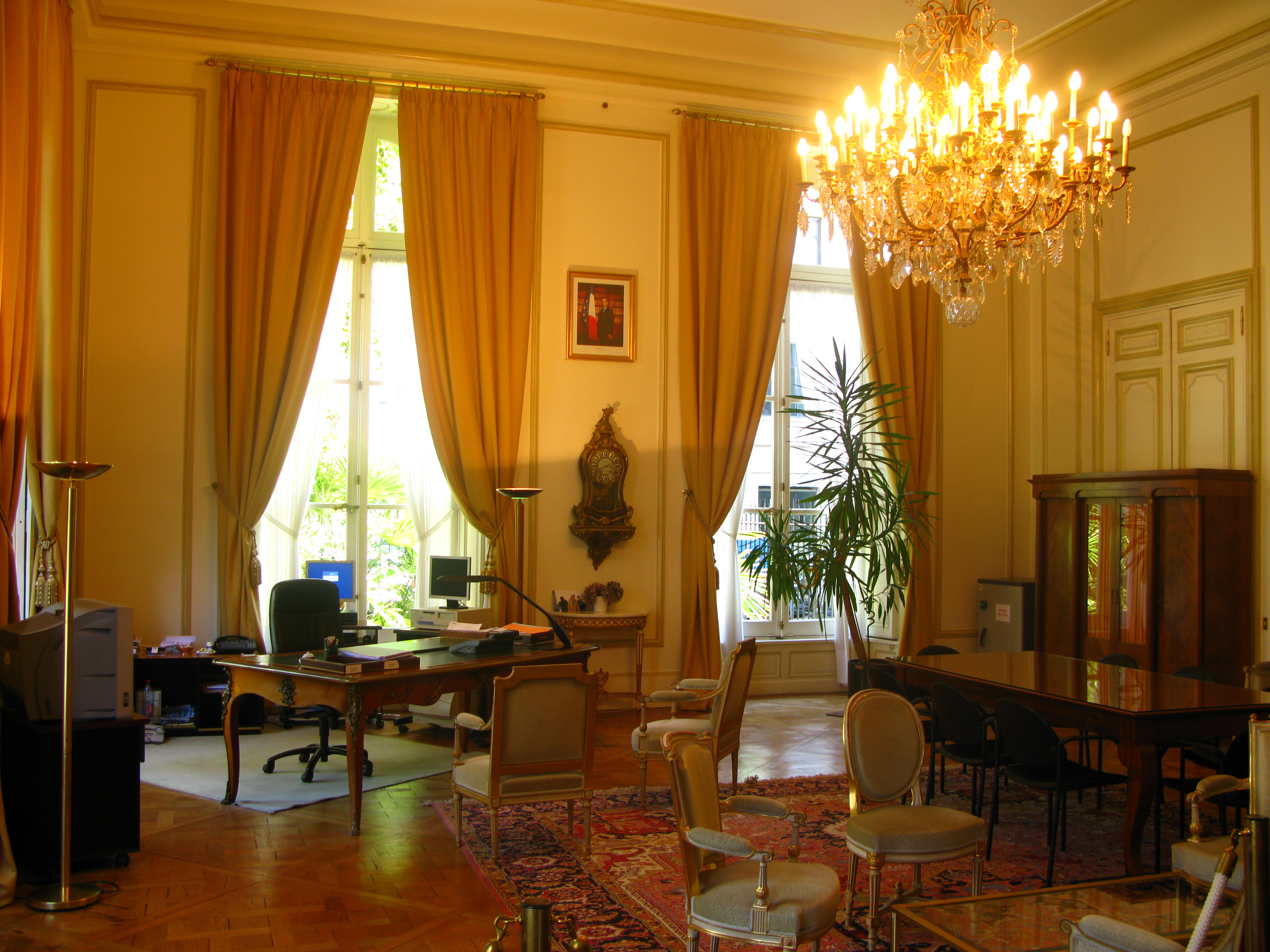
Bureau du chef de cabinet
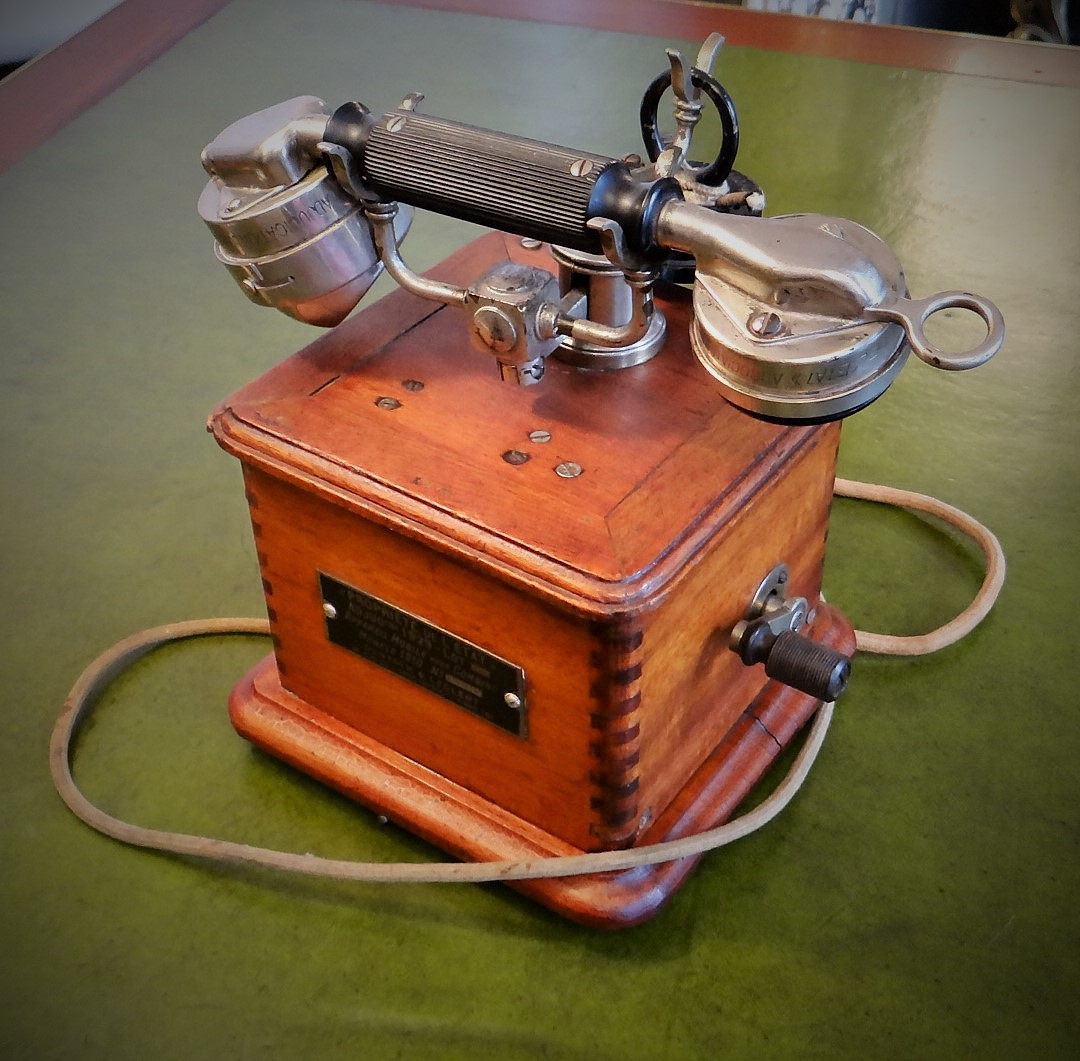
Téléphone de Georges Clémenceau durant la première guerre mondiale à l'hotel de Brienne.

## Brienne face à Balard
En 2015, l'ensemble des services du ministère, ainsi que tous les états-majors, se regroupent sur deux terrains voisins situés dans le 15e arrondissement, de part et d'autre de l'avenue de la Porte-de-Sèvres, totalisant 300 000 m2 de surface hors œuvre nette (SHON), non loin de l'hôpital Georges-Pompidou, de l'Héliport de Paris - Issy-les-Moulineaux et du Parc des expositions de la porte de Versailles. C'est l'étape finale du projet d'Hexagone Balard, infrastructure devant accueillir à terme[Quand ?] 10 000 fonctionnaires civils et militaires,.
Alors qu'initialement, l'hôtel de Brienne devait être affecté aux seules réceptions officielles du ministère de la Défense, fin 2014, le ministre fait savoir que ses services resteraient en définitive dans les lieux en raison de la proximité avec l'Assemblée nationale.
Le cabinet du secrétaire d'État aux Anciens combattants, précédemment situé à l'abbaye de Penthemont, vendue dans le cadre de la restructuration, rejoint le site de Brienne.